# Péry-La Heutte
Péry-La Heutte (toponimo francese) è un comune svizzero di 1 933 abitanti del Canton Berna, nella regione del Giura Bernese (circondario del Giura Bernese).

## Storia
Il comune di Péry-La Heutte è stato istituito il 1º gennaio 2015 con la fusione dei comuni soppressi di La Heutte e Péry; capoluogo comunale è Péry.

## Geografia antropica

### Frazioni
Le frazioni di Péry-La Heutte sono:
- La Heutte[3]
- Péry[4]
  - La Reuchenette[5]
  - Rondchâtel[6]

## Infrastrutture e trasporti

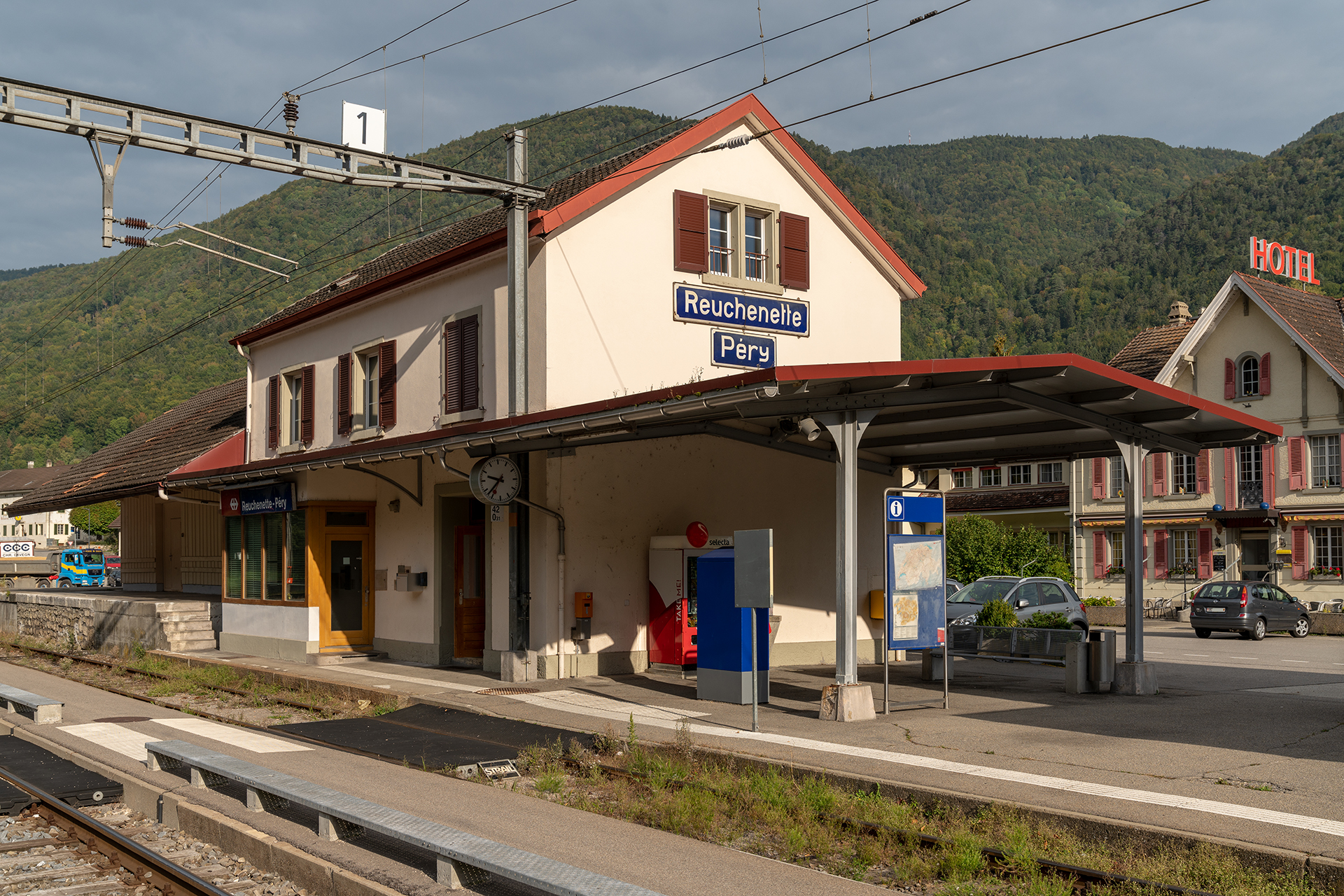
La stazione di Reuchenette-Péry

Péry-La Heutte è servito dalle stazioni di Reuchenette-Péry e di La Heutte sulla ferrovia Bienne-La Chaux-de-Fonds.